# ケビン・ミッチェル (ボクサー)
ケビン・ミッチェル（Kevin Mitchell 、1984年10月29日 - ）は、イングランドの男性プロボクサー。ヘイヴァリング・ロンドン特別区ラムフォード出身。強打と的確に当てるフックを武器にする選手。その反面防御に脆さがあり、ここ一番で敗北することがある。

## 来歴
2003年7月27日、ダゲナムのゴアズブルック・レジャー・センターでデビュー戦を行い、初回終了時KO勝ちを収めデビュー戦を白星で飾った。
2005年12月10日、エクセル展覧会センターでモハメド・メジャモハメド・メジャディとIBFインターコンチネンタルスーパーフェザー級王座決定戦を行い、6回2分12秒TKO勝ちを収め王座獲得に成功した。
2006年2月25日、エクセル展覧会センターでユースフ・ジババと対戦し、12回3-0（118-108、2者が119-109）の判定勝ちを収めIBFインターコンチネンタル王座の初防衛に成功した。
2006年5月13日、ヨーク・ホールでキルコル・キルコロフと対戦し、キルコロフの2回棄権した為IBFインターコンチネンタル王座の2度目の防衛に成功した。
2006年9月8日、グロブナーハウスでアンドレイ・イサエフと対戦し、11回1分37秒TKO勝ちを収めIBFインターコンチネンタル王座の3度目の防衛に成功した。
2006年10月28日、ヨーク・ホールでジョージ・アシエとコモンウェルスイギリス連邦スーパーフェザー級王座決定戦を行い、12回3-0（2者が116-113、116-112）の判定勝ちを収め王座獲得に成功した。
2007年3月10日、リヴァプール・オリンピアでハリー・ラモゴアディと対戦し、6回終了時TKO勝ちを収めコモンウェルス王座の初防衛に成功した。
2007年7月14日、O2アリーナでIBFインターコンチネンタル王座の防衛とWBOインターコンチネンタルスーパーフェザー級王座決定戦としてアレクサンデル・クルレフと対戦し、2回57秒KO勝ちを収めIBFインターコンチネンタル王座は4度目の防衛、WBOインターコンチネンタル王座獲得に成功した。
2008年3月8日、O2アリーナでコモンウェルスイギリス連邦王座の防衛とBBBofC英国スーパーフェザー級王者カール・ヨハネソンと対戦し、9回2分29秒TKO勝ちを収めコモンウェルス王座は2度目の防衛、BBBofC英国王座獲得に成功した。
2008年6月7日、アトランティックシティのボードウォーク・ホールでウォルター・エストラーダと対戦し、5回終了時TKO勝ちを収めWBOインターコンチネンタル王座の初防衛に成功した。
2009年12月5日、ニューカッスル・アポン・タインのメトロ・ラジオアリーナでブレイディス・プレスコットとWBOインターコンチネンタルライト級王座決定戦を行い、12回3-0（118-111、117-111、119-110）の判定勝ちを収めWBOインターコンチネンタル王座の2階級制覇を達成した。
2010年2月23日、ウェンブリー・アリーナでイグナシオ・メンドーサと対戦し、2回1分24秒KO勝ちを収めWBOインターコンチネンタル王座の初防衛に成功した。
2010年5月15日、ウェスト・ハムのアップトン・パークでWBO世界ライト級暫定王者のマイケル・カティディスと対戦し、プロ初黒星となる3回1分57秒TKO負けを喫し王座獲得に失敗した。
2011年7月16日、エコー・アリーナ・リヴァプールでジョン・マレーとWBOインターコンチネンタルライト級王座決定戦を行い、8回1分46秒TKO勝ちを収めWBOインターコンチネンタル王座の返り咲きと再起に成功した。
2012年9月22日、グラスゴーのスコティッシュ・エキシビション・アンド・カンファレンス・センターでWBO世界ライト級王者のリッキー・バーンズと対戦し、4回2分59秒TKO負けを喫し王座獲得に失敗した。
2013年7月6日、ヨーク・ホールでセバスチャン・ベニートとライト級契約8回戦を行い、8回判定勝ちを収め再起に成功した。
2013年10月5日、O2アリーナでマルコ・アントニオ・ロペスとIBFインターコンチネンタルライト級王座決定戦を行い、6回1分44秒TKO勝ちを収めIBFインターコンチネンタル王座の2階級制覇を達成した。
2013年12月14日、エクセル展覧会センターでカリム・エル・オーアスガリと対戦し、9回2分7秒TKO勝ちを収めIBFインターコンチネンタル王座の初防衛に成功した。
2014年5月31日、ウェンブリー・アリーナでギスレイン・マドゥマとIBF世界ライト級挑戦者決定戦を行う予定だったが、ミッチェルに当日計量で2ポンドの体重超過があった為、スーパーライト級契約12回戦に変更して試合は行われ、ミッチェルが11回2分56秒TKO勝ちを収めた。
2015年1月31日、O2アリーナでダニエル・エストラーダとWBC世界ライト級シルバー王座決定戦を行い、8回1分12秒TKO勝ちを収め王座獲得に成功した。
2015年5月30日、O2アリーナでWBC世界ライト級王者のホルヘ・リナレスと対戦し、10回2分57秒TKO負けを喫し王座獲得に失敗した。
2015年11月10日、WBAは最新ランキングを発表し、ミッチェルをWBA世界ライト級10位にランクインした。
2015年12月10日、WBAは最新ランキングを発表し、ミッチェルはWBA世界ライト級10位に据え置かれた。
2015年12月12日、O2アリーナでデリー・マシューズの王座返上に伴いWBA世界ライト級2位のイスマエル・バローゾとWBA世界ライト級暫定王座決定戦を行い、4回に1度、5回に2度の計3度のダウンを奪われ5回2分47秒TKO負けを喫し王座獲得に失敗した。
2016年2月10日、ボクシング引退を発表した。

## 獲得タイトル
- IBFインターコンチネンタルスーパーフェザー級王座
- コモンウェルスイギリス連邦スーパーフェザー級王座
- WBOインターコンチネンタルスーパーフェザー級王座
- BBBofC英国スーパーフェザー級王座
- WBOインターコンチネンタルライト級王座
- IBFインターコンチネンタルライト級王座
- WBC世界ライト級シルバー王座